# Кондратиј Фјодорович Риљејев
Кондратиј Фјодорович Риљејев (18. септембар 1795, Батово, Петроградска губернија - 25. јул 1826, Санкт Петербург) био је руски књижевник. 
Кондратиј Фјодорович Риљејев рођен је 18. септембра 1795. у селу Батову у Петроградској губернији. Отац му је био сиромашан племић. Образовање је стекао у кадетском корпусу. Ратујући против Наполеона, пропутовао је целу Европу и умарширао у Париз. Кад је касније оптужен за покушај руковођења пучем, изјавио је да се “у иностранству заразио слободоумљем”. По повратку из рата, три године је провео у Вороњешкој губернији, доводећи у ред запуштено очево имање. Оженио се Н. И. Тевјашевом. 1820. преселио се у Петроград, где је изабран за члана петроградског Кривичног суда, у чијем се раду истицао својом подршком средњем сталежу. Био је члан тајног Северног друштва и управник канцеларије Руско-америчког друштва. Од 1823. до 1825. издавао је са Бестужевом алманах Поларна звезда у којем своја дела штампају ондашњи најбољи руски писци.
На седницама Северног друштва Риљејев иступа са идејама о ослобођењу сељака од кметства, о увођењу народне власти  и о уништењу царске породице. Постао је вођа декабристичке побуне 25. децембра 1825. године. Побуна је одмах угушена, а Риљејев осуђен и обешен у Петропавловској тврђави са петорицом другова.

## Дела
- Мисли, 1825.
- Поема Војнаровскиј, 1825.
- Наливајко, 1825.
- Грађанин, 1824-1825.